# France Lachaine
France Lachaine, née le 28 janvier 1956, est une poète et romancière québécoise.

## Biographie
France Lachaine détient un baccalauréat en enseignement des arts plastiques de l'Université du Québec à Trois-Rivières (1980) à la suite duquel elle occupe le poste de professeure d'arts plastiques au Collège de l'Abitibi-Témiscamingue,,.
En poésie, elle fait paraître trois titres aux Éditions du Noroît, soit Travail au noir (1987), Desiderata (1991) ainsi que Nos doigts écrivent leur cendre (1993).
Comme romancière, elle publie La Vierge au sein, ou, L'intention de la plénitude (Trois, 1995). Elle fait également paraître plusieurs livres d'artistes. L'un de ceux-ci, Rien qu'écrire (1993), est coécrit avec Nicole Brossard. De plus, certains de ses livres d'artistes font partie des collections du Musée national des beaux-arts du Québec ainsi que de la Bibliothèque de Québec.
En plus de signer des textes dans plusieurs revues spécialisées (Trois, Le Sabord, Moebius, Arcade, Estuaire, Inter et Esse), France Lachaine participe à des expositions individuelles et collectives au Québec, en Ontario, en France, en Italie ainsi qu'au Danemark,,,.
Elle est membre de l'Union des écrivaines et écrivains québécoise.

## Œuvres

### Poésie
- Travail au noir, avec six dessins de l'auteure, Montréal, Éditions du Noroît, 1987, 72 p. (ISBN 2890181499)
- Desiderata, Montréal, Éditions du Noroît, 1991, 77 p. (ISBN 2890182282)
- Nos doigts écrivent leur cendre, Montréal, Éditions du Noroît, 1993, 59 p. (ISBN 2-89018-275-4)

### Roman
- La Vierge au serin, ou, L'intention de plénitude, Laval, Trois, 1995, 112 p. (ISBN 2-920887-70-X)

### Livres d'artiste
- Accélérateur d'intensité II, Rouyn-Noranda, France Lachaine, 1993, n.p.
- Rien qu'écrire, en collaboration avec Nicole Brossard, Rouyn-Noranda, France Lachaine, 1993, n.p.
- Observation de la forme de l'expression : à livre ouvert, Rouyn-Noranda, France Lachaine, 1997, n.p.
- Observation de la forme de l'expression : noircir du papier, Rouyn-Noranda, France Lachaine, 1997, n.p.
- S'écrire un roman, Rouyn-Noranda, France Lachaine, 1997, n.p.